# Estadio Setsoto
El Estadio Setsoto (en inglés: Setsoto Stadium)  es un estadio de usos múltiples ubicado en la ciudad de Maseru, la capital del país africano de Lesoto. Actualmente se utiliza sobre todo para los partidos de fútbol. El estadio tiene capacidad para recibir hasta 20.000 espectadores. Actualmente, es el estadio del equipo de fútbol nacional de Lesoto. Ha sido renovado y ampliado en  un proceso que empezó en 2010 y se extendió hasta 2011.
El 31 de octubre de 1997 tuvo lugar en el estadio la ceremonia de coronación del rey Letsie III, que contó con la asistencia del príncipe Carlos de Gales.